# Shakunetsu Kabaddi
Shakunetsu Kabaddi (japanisch 灼熱カバディ) ist eine Manga-Serie von Hajime Musashino, die seit 2015 in Japan erscheint. 2021 erschien eine Anime-Adaption von Studio TMS Entertainment, die international als Burning Kabaddi veröffentlicht wurde. Die Geschichte ist in die Genres Comedy und Sport einzuordnen.

## Handlung
Als er auf die Oberschule kommt, wird Tatsuya Yoigoshi (宵越 竜哉) von Sportklubs umworben, da er auf der Mittelschule ein erfolgreicher Fußballspieler war. Doch hat er Sport und die Klubs satt, da er trotz seines Erfolgs mit den Teamkameraden nicht zurechtkam und mittlerweile eine generelle Abneigung gegen Sport entwickelt hat. Lieber will er seine Zeit online verbringen. Doch der ebenfalls in die erste Klasse gekommene Sōma Azemichi (畦道 相馬) gelingt es, Yoigoshi widerwillig in den Kabaddi-Klub zu lotsen. An seinem Stolz gepackt und vom stellvertretenden Klubvorsitz Kei Iura (井浦 慶) wegen seines Online-Streamings unter Druck gesetzt, lässt er sich auf ein Spiel ein. Da er verliert, willigt er in die Klubmitgliedschaft ein. Gemeinsam mit Iura, Azemichi und den beiden Verteidigern Kyōhei Misumi (水澄 京平) und Shinji Date (伊達 真司) aus dem zweiten Jahr beginnt er mit dem Training des ihm völlig neuen Sport.
Nach und nach lernen die Neuen die Regeln des Sports und nach einiger Zeit lernt Yoigoshi auch den Klubchef kennen: Masato Ōjō (王城 正人) überrascht ihn durch seine hagere Gestalt, wird von allen aber als bester Raider geachtet und gefürchtet. Beim ersten Training mit Ōjō stellt auch Yoigoshi fest, dass der seine Schwäche durch Geschick, Strategie und Wendigkeit ausgleicht. Ihr nun genesener Kapitäns – er hatte sich beim Austesten neuer Techniken verletzt – vermittelt ein Trainingsspiel gegen eine erfolgreiche Mannschaft. Die Neuen lernen erstmals Kabaddi in einem richtigen Match kennen und Yoigoshi entdeckt langsam seine Begeisterung für den Sport. Auch einige Zuschauer sind da, die sie anfeuern, und drei von ihnen tauchen bald darauf als neue Klubmitglieder auf. So wächst die Mannschaft weiter und zum nächsten Trainingsmatch können sie in voller Stärke antreten. Auch dieses findet wieder gegen die Mannschaft eines Bekannten von Ōjō statt. Der eifert Ōjō nach und sieht in Yoigoshi einen Rivalen. Doch der Kapitän fällt in der Mitte des Spiels aus, sodass von da an Yoigoshi seine Fertigkeiten als Raider gegen die gut trainierten Gegner beweisen muss. Dabei kommt ihm auch seine Erfahrung aus dem Fußball zugute und nach einigen Wechseln im Spielglück kann er und seine Mannschaft das Spiel für sich entscheiden.

## Manga
Der Manga erscheint seit Juli 2015 im Online-Magazin Ura Sunday von Shogakukan sowie in deren Manga-App Manga One. Die Kapitel wurden auch gesammelt in 19 Bänden veröffentlicht.

## Animeserie
Eine Adaption als Anime entstand beim Studio TMS Entertainment unter der Regie von Kazuya Ichikawa und nach einem Drehbuch von Yuko Kakihara und Midori Gotō. Das Charakterdesign entwarf Mari Takada und der Ton entstand unter der Leitung von Shōji Hata.
Die je 24 Minuten langen Folgen wurden vom 2. April bis 19. Juni 2021 von TV Tokyo, TV Ōsaka, TV Aichi und AT-X ausgestrahlt. Parallel wurde der Anime international per Streaming auf der Plattform Crunchyroll veröffentlicht, darunter mit deutschen und englischen Untertiteln.

### Synchronisation
| Rolle            | japanischer Sprecher (Seiyū) |
| ---------------- | ---------------------------- |
| Tatsuya Yoigoshi | Yuma Uchida                  |
| Masato Ōjō       | Nobuhiko Okamoto             |
| Sōma Azemichi    | Gen Sato                     |
| Kei Iura         | Makoto Furukawa              |
| Kyōhei Misumi    | Tatsuhisa Suzuki             |
| Shinji Date      | Shunsuke Takeuchi            |
| Ayumu Rokugen    | Hiroki Yasumoto              |

### Musik
Die Musik der Serie komponierte Ken Ito. Das Vorspannlied ist Fire Bird von Shunya Ōhira und der Abspann ist unterlegt mit Comin’ Back von Yūma Uchida.